# モーガン・ネヴィル
モーガン・ネヴィル（Morgan Neville, 1967年10月10日 - ）は、アメリカ合衆国の映画プロデューサー、監督、脚本家である。

## 来歴
カリフォルニア州ロサンゼルスで生まれ、ペンシルベニア大学を卒業した。当初はニューヨークとサンフランシスコでジャーナリストとして働いていたが、1993年に映画製作に転向した。1995年のドキュメンタリー『Shotgun Freeway: Drives thru Lost L.A』で監督デビューを果たし、その後も様々なミュージシャンのドキュメンタリーを製作した。グラミー賞には『Muddy Waters: Can't Be Satisfied』、『Respect Yourself: The Stax Records Story』、『Johnny Cash's America』で3度ノミネートされた。
2014年3月2日、『バックコーラスの歌姫たち』（2013年）により、プロデューサーのギル・フリーゼン、ケイトリン・ロジャーズと共にアカデミー長編ドキュメンタリー映画賞を受賞した。